# Tir als Jocs Olímpics d'estiu de 1908 - Tir al cérvol, tret simple per equips
La competició de tir al cérvol, tret simple per equips va ser una de les quinze proves de programa de Tir dels Jocs Olímpics de Londres de 1908. Es disputà el 10 de juliol de 1908 i hi van prendre part 8 tiradors procedents de 2 nacions diferents. La competició consistí en 10 sèries disputades, amb un tir en cadascuna d'elles. El cérvol apareixia a 110 iardes del tirador durant 4 segons. En ell hi havia pintat una diana, amb tres cèrcols concèntrics, que equivalien a 4, 3 i 2 punts. Fora de la diana el valor era un punt, empre i quan no fos a l'anca. La puntuació màxima possible era de 40 punts per tirador i de 160 per equip.

## Resultats
| Pos. | Nació      | Tirador                    | Puntuació |
| ---- | ---------- | -------------------------- | --------- |
| 1    | Suècia     | Total per equip            | 86        |
| 1    | Suècia     | Alfred Swahn               | 26        |
| 1    | Suècia     | Arvid Knöppel              | 22        |
| 1    | Suècia     | Oscar Swahn                | 21        |
| 1    | Suècia     | Ernst Rosell               | 17        |
| 2    | Regne Unit | Total per equip            | 85        |
| 2    | Regne Unit | Charles Nix                | 27        |
| 2    | Regne Unit | William Russell Lane-Joynt | 22        |
| 2    | Regne Unit | William Ellicott           | 18        |
| 2    | Regne Unit | Ted Ranken                 | 18        |